# Вікторівка (Уманський район)
Ві́кторівка — село в Україні, у Христинівській міській громаді Уманського району Черкаської області. Розташоване на обох берегах річки Одая (притока Конели) за 14 км на північний захід від міста Христинівка. Населення становить 228 осіб.

## Галерея

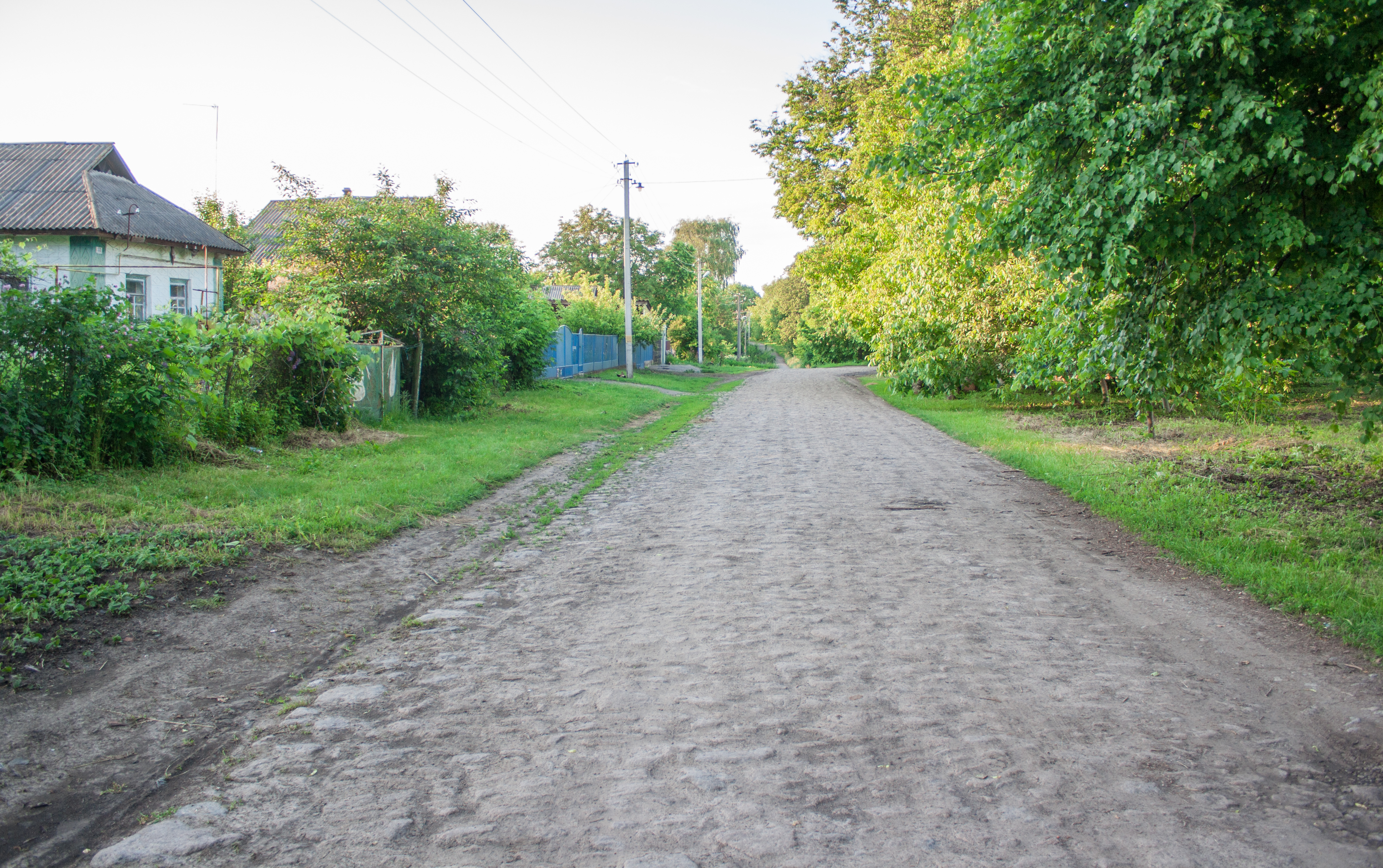
Вулиця Гагаріна
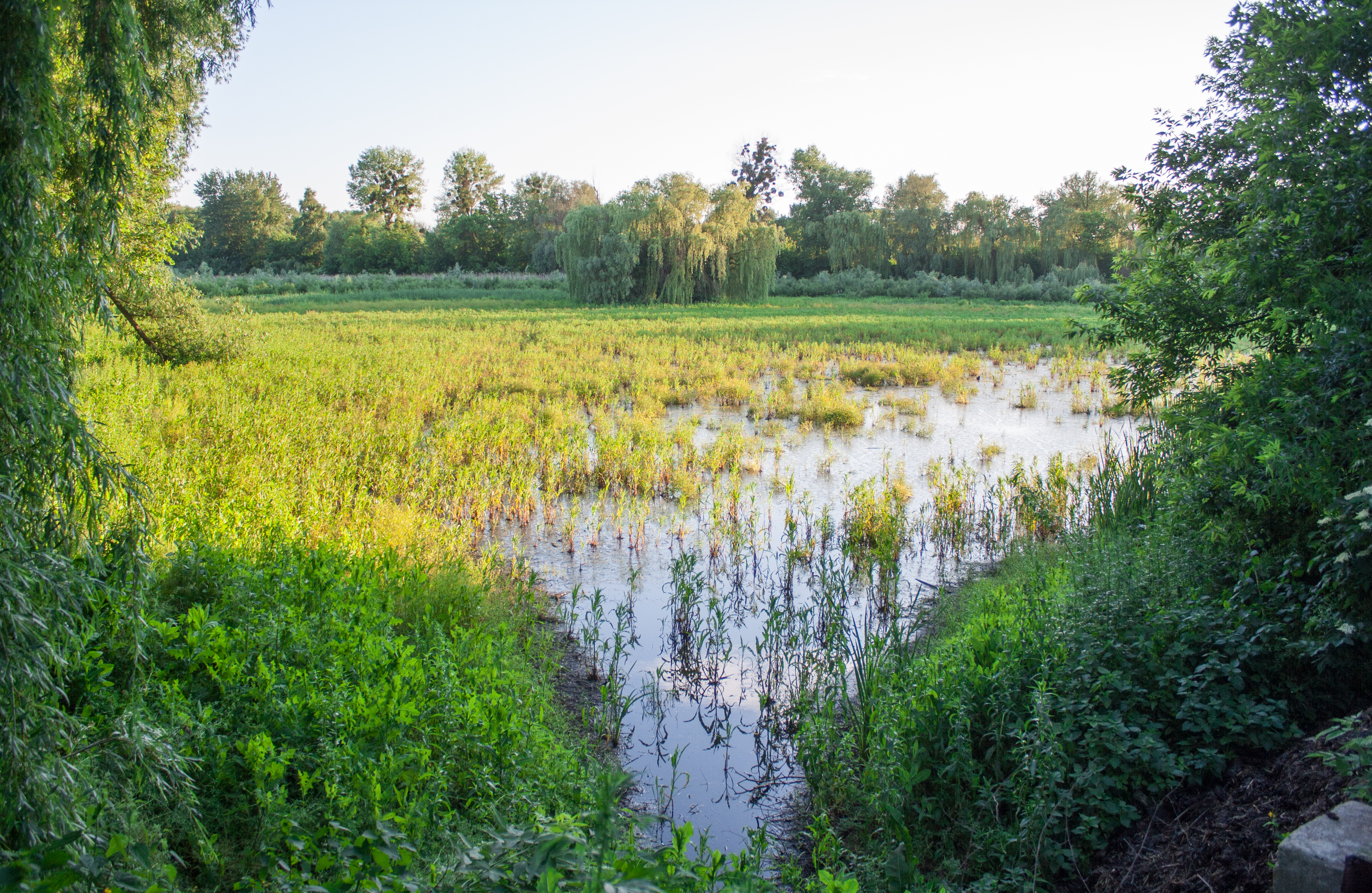
Ставок на річці Одая